# Маріон Тауншип (округ Бівер, Пенсільванія)
Маріон Тауншип (англ. Marion Township) — селище (англ. township) в США, в окрузі Бівер штату Пенсільванія. Населення — 798 осіб (2020).

## Демографія
Згідно з переписом 2010 року, у селищі мешкало 913 осіб у 370 домогосподарствах у складі 264 родин. Було 402 помешкання
Расовий склад населення:
| - 99,3 % — білих - 0,1 % — чорних або афроамериканців - 0,1 % — азіатів |

До двох чи більше рас належало 0,3 %. Частка іспаномовних становила 1,0 % від усіх жителів.
За віковим діапазоном населення розподілялося таким чином: 18,8 % — особи молодші 18 років, 65,8 % — особи у віці 18—64 років, 15,4 % — особи у віці 65 років та старші. Медіана віку мешканця становила 44,6 року. На 100 осіб жіночої статі у селищі припадало 105,2 чоловіків;  на 100 жінок у віці від 18 років та старших — 107,0 чоловіків також старших 18 років.
Середній дохід на одне домашнє господарство  становив 78 215 доларів США (медіана — 64 750), а середній дохід на одну сім'ю — 84 228 доларів (медіана — 77 813). Медіана доходів становила 51 818 доларів для чоловіків та 35 417 доларів для жінок. За межею бідності перебувало 8,3 % осіб, у тому числі 8,5 % дітей у віці до 18 років та 4,2 % осіб у віці 65 років та старших.
Цивільне працевлаштоване населення становило 439 осіб. Основні галузі зайнятості: освіта, охорона здоров'я та соціальна допомога — 20,5 %, виробництво — 13,2 %, роздрібна торгівля — 12,8 %.